# Unione civile

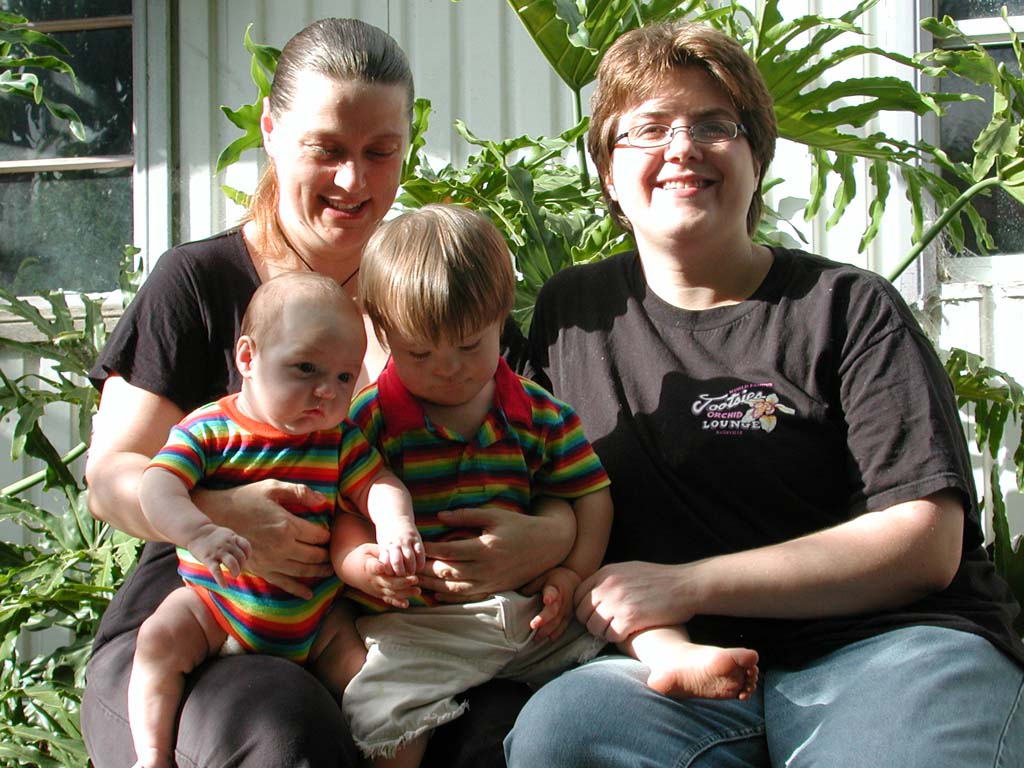
Famiglia nucleare lesbica

Un'unione civile è una forma di convivenza di coppia, basata su vincoli affettivi ed economici, alla quale la legge riconosce attraverso uno specifico istituto giuridico uno status giuridico analogo, per molti aspetti, a quello conferito dal matrimonio.
Si definiscono invece coppie di fatto quelle coppie che pur avendo una certa stabilità basata sulla convivenza non accedono volontariamente a nessun istituto giuridico (né matrimonio, né unione civile) per regolare la loro vita familiare.
L'ordinamento può tuttavia ricollegare al semplice fatto della convivenza alcuni limitati effetti giuridici relativi alla regolazione della convivenza.
Laddove gli ordinamenti statali prevedono esclusivamente il matrimonio quale unico istituto per regolare la vita familiare, l'espressione coppie di fatto può far riferimento anche a coppie che non possono accedere a nessun istituto giuridico familiare come nel caso delle coppie omosessuali od a coppie che non possono accedere ad un istituto alternativo a quello matrimoniale come nel caso delle coppie eterosessuali che scelgono di non sposarsi, ma vorrebbero accedere a un'unione civile.
La classe delle unioni civili è molto variegata nel mondo e comprende un'estrema varietà di regole e modelli di disciplina: in particolare, le unioni civili possono riguardare coppie sia di sesso diverso sia dello stesso sesso (come nel caso dei PACS in Francia), oppure esclusivamente coppie di sesso diverso (come in Grecia fino alla riforma del 2015 che ha aperto l'accesso dell'istituto anche alle coppie omosessuali), oppure esclusivamente coppie di sesso uguale (come nel caso delle Lebenspartnerschaft in Germania e nel caso delle unioni civili previste in Italia). In Italia l'istituto giuridico dell'unione civile è regolato dalla cosiddetta Legge Cirinnà.
Laddove le unioni civili sono un istituto riservato alle sole coppie formate da persone dello stesso sesso l'espressione "unione civile" può essere usata impropriamente per riferirsi alla coppia omosessuale.

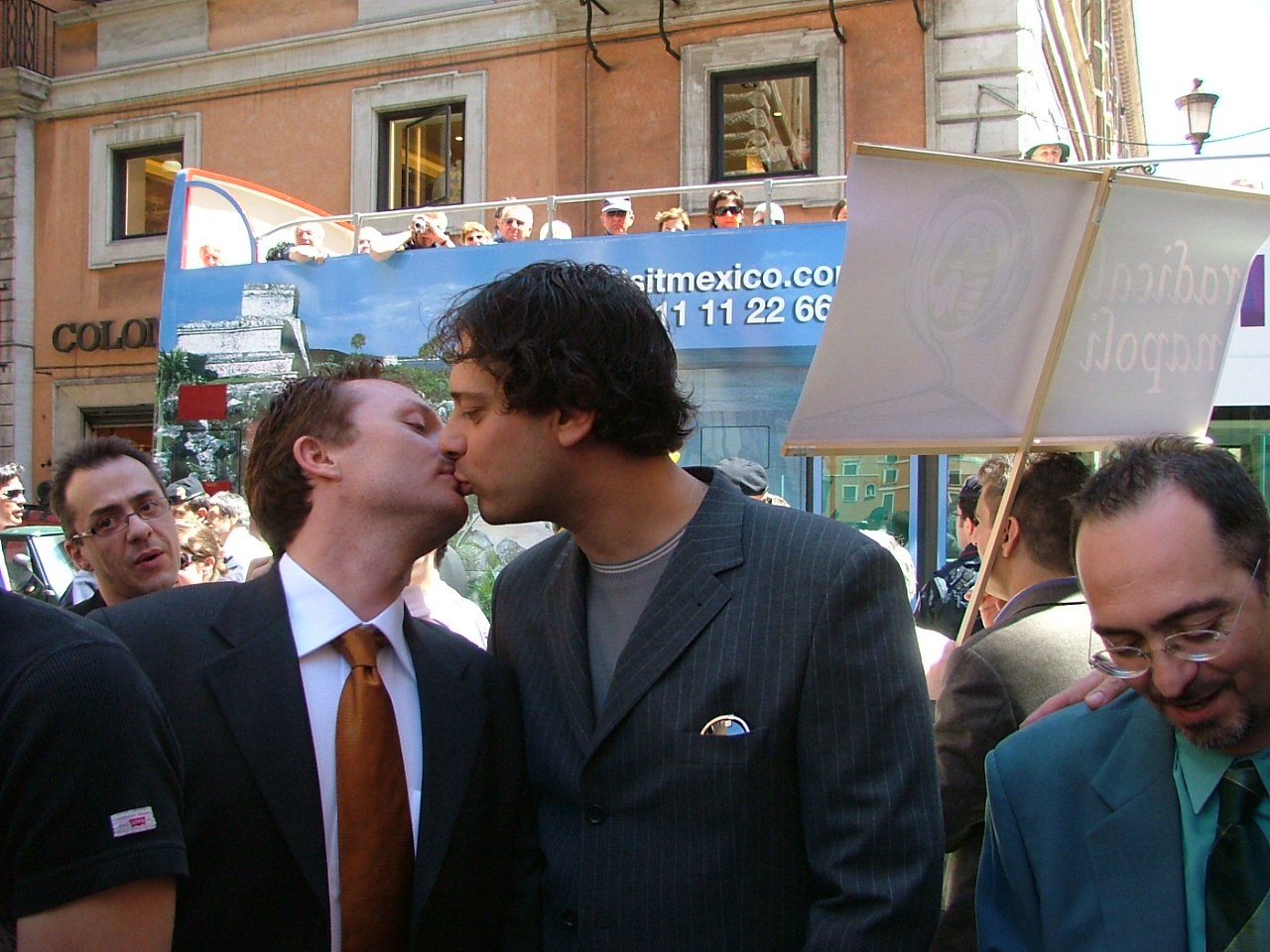
Coppia omosessuale a una manifestazione per le unioni civili

Il diritto non è rimasto indifferente all'evoluzione dei costumi ed esiste un gran numero di provvedimenti legislativi che disciplinano le nuove unioni.

## Le unioni civili in Europa
Matrimonio omosessuale
     Unioni civili
     Riconoscimento delle convivenze
     La costituzione definisce matrimonio solo l'unione tra un uomo e una donna
     Nessun riconoscimento o dati non disponibili

Situazione legislativa in Europa.
Matrimonio omosessuale
Unioni civili
Riconoscimento delle convivenze
La costituzione definisce matrimonio solo l'unione tra un uomo e una donna
Nessun riconoscimento o dati non disponibili

La rilevanza statistica delle unioni civili e l'ampio dibattito sulla parità dei diritti tra eterosessuali e omosessuali, promosso dagli attivisti LGBTQ+, ha fatto sì che numerosi Paesi si siano dotati, negli ultimi anni, di una legislazione per riconoscere e garantire diritti per i componenti dell'unione. Nell'Unione europea il quadro relativo alla legislazione sulle convivenze è molto variegato.
Certi Paesi hanno adottato l'unione registrata, chiamata anche partnership o coabitazione registrata, che garantisce specifici diritti e doveri anche alle coppie dello stesso sesso oltre che alle convivenze formate da uomo e donna. I diritti e doveri possono essere identici, lievemente diversi o molto diversi da quelli delle coppie normalmente sposate.
La registrazione è a volte aperta anche alle coppie etero non sposate; è il caso della Geregistreerd Partnerschap, unione registrata approvata nei Paesi Bassi, e del PACS ("Patto civile di solidarietà") approvato in Francia. In alcuni casi invece l'unione civile è ammessa esclusivamente per coppie omosessuali (Germania, §1 Abs.1 LPartG).
Altri Paesi hanno scelto di regolarizzare le unioni civili con la coabitazione non registrata, con la quale alcuni diritti e doveri sono automaticamente acquisiti dopo uno specifico periodo di coabitazione.
Molti Paesi europei, oltre ad aver approvato il riconoscimento giuridico delle coppie non coniugate di qualunque sesso, hanno aperto il matrimonio alle coppie dello stesso sesso per realizzare la parità perfetta tra etero e omosessuali.
L'Ilga (International lesbian, gay, bisexual, trans and intersex association) ogni anno pubblica una classifica relativa ai diritti delle persone Lgbt in Europa. Nel 2015 (quindi prima della legge sulle unioni civili) su 49 paesi l'Italia era al 34º posto e al 22% come rispetto dei diritti umani delle persone Lgbt.
In Europa, al 2024, i Paesi che non riconoscono alcuna legislazione all'interno del proprio ordinamento per le coppie dello stesso sesso sono 18: Macedonia del Nord, Serbia, Lituania, Romania, Bulgaria, Albania, Polonia, Slovacchia, Armenia, Azerbaijian, Bosnia ed Erzegovina, Bielorussia, Georgia, Moldavia, Russia, Turchia, Città del Vaticano e Ucraina.
Negli ultimi anni, Monaco e Montenegro hanno approvato delle leggi sulle unioni civili, rispettivamente il 27 giugno 2020 e il 1º luglio 2021. Dal 1º luglio 2024 le unioni civili saranno in vigore in Lettonia. 

### Unione Europea
Al 2024 all'interno dell'Unione Europea, solo 5 paesi non riconoscono alcuna legislazione per le coppie omosessuali: Romania, Bulgaria, Lituania, Polonia e Slovacchia. Nell'Unione Europea la questione delle unioni civili è entrata spesso a far parte di direttive riguardanti uno dei principi cardine dell'UE: tutti i cittadini dell'Unione hanno gli stessi diritti, indipendentemente dalla loro origine, nazionalità, condizione sociale, dal loro credo religioso o orientamento sessuale.
Già dal 1994 la Comunità Europea, infatti, ha emanato una risoluzione per la parità dei diritti dei gay e delle lesbiche.Nonostante si tratti ancora di una declaratoria avente un valore eminentemente politico, il Parlamento ha ribadito in più occasioni il suo convincimento. Così, nella Raccomandazione del 16 marzo 2000 sul rispetto dei diritti umani nell'Unione Europea, esso chiese agli Stati membri di "garantire alle famiglie monoparentali, alle coppie non sposate e alle coppie dello stesso sesso parità di diritti rispetto alle coppie e alle famiglie tradizionali, in particolare in materia di legislazione fiscale, regime patrimoniale e diritti sociali".
In epoca più recente, la Risoluzione del 4 settembre 2003 sulla situazione dei diritti fondamentali nell'Unione Europea, il Parlamento ha rinsaldato le sue posizioni. Oltre alla richiesta, già formulata, di favorire il riconoscimento delle coppie di fatto, eterosessuali od omosessuali esse siano (punto 81), ha sollecitato gli Stati membri ad attuare il diritto al matrimonio e all'adozione di minori da parte di persone omosessuali (punto77).
La problematica situazione del riconoscimento giuridico delle coppie de facto sussiste poi se considerata in rapporto agli Accordi di Schengen sulla libera circolazione delle persone. Cosa accade a una coppia di fatto legalmente riconosciuta in uno Stato ma residente in un altro? Soprattutto cosa accade in alcuni aspetti legali come l'eredità o l'adozione?

#### Austria
La Corte europea dei diritti dell'uomo è intervenuta, nel 2003, sul caso di un cittadino austriaco omosessuale, Karner, che aveva designato quale erede il proprio partner. Il compagno però, alla morte di Karner, si vide negare l'eredità. La Corte ha stabilito che la coabitazione di partner dello stesso sesso ha il medesimo valore della coabitazione non registrata, riconosciuta in Austria per le coppie eterosessuali.
Il 16 dicembre 2005 il ministro della Giustizia austriaco Karin Gastinger, esponente dell'Alleanza per il futuro dell'Austria (centrodestra), ha dichiarato all'Associated Press austriaca che le coppie gay e lesbiche avrebbero potuto firmare un accordo di unione alla presenza di un notaio.
Il nuovo governo austriaco ha inizialmente presentato una legge sulle unioni civili che, di fatto, pareggiava le coppie gay a quelle eterosessuali, legge fortemente avversata dai partiti conservatori e dalla Chiesa; in seguito a tali contestazioni, si è raggiunto un compromesso su un disegno di legge che istituisce per le coppie omosessuali la possibilità di contrarre un'unione civile, registrata presso l'anagrafe, lasciando esclusa la possibilità di contrarre matrimonio e quella di adozione. La legge sulle unioni civili è entrata in vigore il 1º gennaio 2010.
Nel gennaio 2015 è stato revocato il divieto di adozione per le coppie omosessuali, che potranno accedere alle procedure per adottare figli come le coppie eterosessuali. Lo ha stabilito la Corte Costituzionale austriaca che ha rigettato come “inadeguati” gli argomenti a favore della “difesa del matrimonio e della famiglia tradizionale” per limitare i diritti delle coppie gay.
Nel dicembre 2017 la Corte Costituzionale, contestualmente alla dichiarazione di incostituzionalità della norma del codice civile austriaco che limita il matrimonio alle coppie di sesso diverso, ha dichiarato incostituzionali le norme che riservano l'unione registrata alle coppie dello stesso sesso.

#### Belgio,Cohabitation légale / wettelijke samenwoning
In Belgio il matrimonio è aperto alle coppie dello stesso sesso dal 13 febbraio 2003.
Un primo passo per la regolamentazione delle unioni civili è stato fatto il 29 ottobre 1998 quando il parlamento belga ha approvato la Loi du 23 novembre 1998 instaurant la cohabitation légale sulla convivenza legale (cohabitation légale). Tale legge è entrata in vigore il 1º gennaio 2000 (Statutory Cohabitation Contract, 4 gennaio 2000).
Sono compresi nell'istituto tutte le coppie senza condizioni riferite al sesso. Per ottenere la convivenza legale le parti devono non essere legate da un matrimonio o da altra convivenza legale. La dichiarazione di convivenza è fatta per mezzo di uno scritto consegnato dietro ricevuta all'ufficiale di stato civile del domicilio comune. Questi, dopo aver verificato che le due parti soddisfino le condizioni previste dalla legge, annota la dichiarazione nel registro della popolazione.
Alla convivenza si applicano, per analogia, tre articoli del Codice civile riguardanti il matrimonio e cioè:
- Art. 215

Paragrafo 1: Uno dei due sposi non può, senza accordo dell'altro, disporre fra i vivi a titolo oneroso o gratuito dei diritti che possiede sull'immobile adibito ad alloggio principale della famiglia, né ipotecare tale immobile.
Senza lo stesso accordo egli non può disporre fra vivi a titolo oneroso o gratuito dei mobili che occupano l'immobile adibito ad alloggio principale della famiglia, né darli in pegno.
Se lo sposo il cui accordo è necessario lo rifiuta senza motivi gravi, l'altro può farsi autorizzare dal tribunale di prima istanza e, in caso di urgenza, dal presidente di tale tribunale a stipulare da solo l'atto.
Note: La legge offre una modesta regolamentazione degli aspetti privatistici della relazione tra conviventi (omosessuali ed eterosessuali) e gli effetti giuridici che ne derivano sono circoscritti: ciascun partner è responsabile dei debiti contratti dall'altro (con l'eccezione di quelli irragionevoli), la coppia è obbligata a dividere i costi della convivenza e ai partner è vietato gestire la casa comune e i beni domestici senza il consenso dell'altro. Una proposta di legge precedente, del 1992, non diversa dalla legge poi entrata in vigore era stata ampiamente criticata nel dibattito parlamentare.
Paragrafo 2: Il diritto alla locazione (bail) dell'immobile locato dall'uno o dall'altro sposo, anche prima del matrimonio, e adibito in tutto o in parte ad alloggio principale della famiglia appartiene congiuntamente agli sposi, nonostante qualsiasi patto contrario.
Le disdette e le notifiche relative a tale locazione devono essere indirizzate e consegnate separatamente a ciascuno sposo o emanate da entrambi.
Tuttavia ciascuno dei due sposi potrà far valere la nullità di tali atti indirizzati e consegnati all'altro o emanati da questo soltanto a condizione che il locatore abbia conoscenza del loro matrimonio.
Ogni contestazione fra di loro in merito all'esercizio di tale diritto è risolta dal giudice di pace.
Le disposizioni del presente paragrafo non si applicano né alle locazioni commerciali né a quelle agricole.
- Art. 220

Paragrafo 1: Se uno dei due sposi è assente, interdetto o nell'impossibilità di manifestare la sua volontà, l'altro può farsi autorizzare dal tribunale di prima istanza a stipulare da solo gli atti di cui al paragrafo 1 dell'art. 215.
- Art. 224

Paragrafo 1: Sono annullabili su richiesta di uno dei due sposi e senza pregiudizio per la concessione di un risarcimento dei danni:
1. gli atti compiuti dall'altro sposo in violazione delle disposizioni dell'art. 215.
Tra i contenuti salienti della legge del 1998, inoltre:
- I conviventi legali contribuiscono agli oneri della vita comune in proporzione alle loro facoltà. Il contributo è da intendersi non solo in termini monetari ma anche nella forma di prestazioni di tipo domestico e professionale.
- La legge obbliga solidalmente i conviventi per ogni debito contratto (se non eccessivo) da uno dei conviventi legali per le necessità della vita comune.
- Ciascun convivente conserva i beni di cui può dimostrare la proprietà, i redditi procurati da tali beni e i redditi da lavoro.
- I beni di cui non è possibile dimostrare la proprietà sono considerati indivisi.
- I conviventi regolano le modalità della loro convivenza legale per via pattizia, davanti a un notaio e il patto è menzionato nel registro della popolazione.
- La convivenza legale per quanto riguarda il ricongiungimento familiare non facilita l'accesso al territorio belga né conferisce cittadinanza belga.

Il 20 aprile 2006 è stata approvata definitivamente la legge che consente alle coppie omosessuali sposate o conviventi l'adozione di bambini.

#### Cipro
Con 39 voti e favore e 12 contrari, il 9 dicembre 2015, il parlamento cipriota ha approvato la proposta di legge sulle unioni civili, il quale permetterà alle coppie formate da persone dello stesso sesso di poter godere di diritti equiparabili al matrimonio civile. Rimane il divieto all'adozione sia per le coppie omosessuali sia per quelle eterosessuali. A Cipro i single possono comunque adottare.
Stalo Lesta, dal dipartimento di pianificazione familiare, ha parlato di una "giornata storica" per la comunità LGBT: "Il disegno di legge non è perfetto ma è un buon inizio, essere accettati legalmente come coppia e avendo i diritti di amare come ogni persona ha diritto è un passo anche verso la lotta contro l'omofobia."
Il Comitato affari legali ha deciso di promuovere anche la discussione di una norma che tuteli le persone dalle aggressioni di natura omofobica attraverso varie tipologie di sanzione. Si tratta di un testo simile a quello già previsto a Cipro contro razzismo e xenofobia. Il periodo massimo di detenzione arriva fino a 3 anni, la sanzione pecuniaria può invece toccare una somma di 5 000 euro.
La chiesa greco-ortodossa si è dichiarata fortemente contraria alla legge sulle unioni civili da parte di coppie gay e ha spinto il parlamento cipriota a modificare più volte il testo di legge affinché non prevedesse le adozioni.

#### Croazia,Izvanbračna zajednica;Životno partnerstvo;Neformalno životno partnerstvo
Le unioni civili sono legali in Croazia dal 5 agosto 2014. In Croazia le coppie conviventi sono riconosciute dalle norme sulla izvanbračna zajednica, ossia convivenza al di fuori del matrimonio, che garantiscono alle coppie conviventi di sesso diverso molti dei diritti del matrimonio, dalle norme sullo životno partnerstvo, ossia partenariato di vita, un'unione registrata con conseguenze legali simili a quelle del matrimonio accessibile soltanto a coppie conviventi dello stesso sesso (introdotto con la legge Zakon o životnom partnerstvu osoba istog spola, Gazzetta Ufficiale n. 92 del 2014), e dalle norme sul neformalno životno partnerstvo, ossia partenariato informale di vita, che garantiscono alle coppie dello stesso sesso conviventi non registrate molti dei diritti di quelle registrate e delle coppie di sesso diverso in convivenza al di fuori del matrimonio.
La legislazione croata attribuisce alla izvanbračna zajednica, allo životno partnerstvo e al neformalno životno partnerstvo il riconoscimento di forma di vita familiare, in lingua croata obiteljska zajednica.
Lo životno partnerstvo, ossia partenariato di vita (unione civile tra due persone maggiorenni dello stesso sesso) avviene di fronte a un ufficiale di stato e alla presenza di due testimoni e viene registrato nell'archivio dello stato civile.
In passato erano in vigore norme sulla izvanbračna zajednica che garantivano alle coppie conviventi di sesso diverso svariati diritti in meno rispetto a quelli del matrimonio e le coppie conviventi dello stesso sesso erano riconosciute da norme piuttosto blande sulla istospolna zajednica, ossia convivenza tra persone dello stesso sesso, che davano loro vari diritti principalmente patrimoniali e nell'ambito dell'assistenza reciproca. Tali norme sono state abrogate, e quindi sostituite, a metà 2014.

#### Danimarca
Dal 1989 al 2012 è stata in vigore una unione registrata per coppie dello stesso sesso chiamata registreret partnerskab. La sua approvazione, il 7 giugno 1989, fece diventare la Danimarca il primo Paese al mondo a dare la possibilità agli omosessuali di ufficializzare il proprio rapporto di coppia.
I contraenti della registreret partnerskab assumevano lo status di 'partner registrati' e a essi la legge accordava molte prerogative e possibilità prima riservate esclusivamente ai coniugi; tra queste, dal 1999, la possibilità di adottare i figli biologici del partner e, dal 2010, l'adozione congiunta di minori. I primi fidanzati dello stesso sesso a contrarre unione registrata furono Axel e Eigil Axgil. La registreret partnerskab è stata ufficialmente abrogata dalla legge che nel 2012 ha aperto il matrimonio alle coppie dello stesso sesso.

#### Estonia,Kooseluleping
In Estonia le coppie non sposate, indipendentemente dal sesso dei componenti, possono accedere al kooseluleping, ossia contratto di convivenza, a partire dal 1º gennaio 2016.
Ai contraenti del kooseluleping sono garantiti svariati diritti in ambito patrimoniale, economico e sanitario nonché la possibilità di adottare i figli del partner.
La legge che ha istituito il kooseluleping è stata approvata in via definitiva dal parlamento estone il 9 ottobre 2014, promulgata nel medesimo giorno dal presidente della repubblica Toomas Hendrik Ilves e pubblicata nella Riigi Teataja, la gazzetta ufficiale dell'Estonia, il 16 dello stesso mese.

#### Finlandia,Rekisteröity parisuhde / registrerat partnerskap
In Finlandia è in vigore dal 1º marzo 2002 una legge per le unioni civili tra persone dello stesso sesso che garantisce molti dei diritti che acquisiscono le coppie eterosessuali che contraggono matrimonio civile a meno che le parti non dispongano diversamente.
Tra questi, ad esempio, il diritto di immigrazione per il partner straniero. Sia la registrazione sia la dissoluzione dell'unione si ottengono allo stesso modo del matrimonio.
La convivenza si stipula dinnanzi alle stesse autorità preposte alla celebrazione del matrimonio e lo scioglimento della convivenza fa capo alle disposizioni previste per il matrimonio. Le leggi sulla paternità, l'adozione e la possibilità di usare un nome in comune non si applica alle convivenze registrate.

#### Francia,Concubinage;Pacte Civil de Solidarité
La legge n. 99-944 del 16 novembre 1999 (Du pacte civil de solidarité et du concubinage) definisce la nuova forma di unione, distinta dall'istituto matrimoniale, il Patto civile di solidarietà, abbreviato in PACS, come un contratto tra due persone maggiorenni dello stesso sesso o di sesso diverso, al fine di organizzare la loro vita in comune.
Il PACS offre ampia tutela alla convivenza (diritti di rilevanza pubblicistica, regola il rapporto di locazione, contempla misure fiscali e altro). In particolare, il PACS è un contratto, concluso con una dichiarazione congiunta scritta alla cancelleria del Tribunal d'instance nella giurisdizione di residenza. Il testo della convenzione è iscritto in un registro tenuto presso la cancelleria.
Il PACS comporta una serie di obblighi per i partner, quali:
- impegno a condurre una vita in comune
- aiuto reciproco materiale
- responsabilità comune per i debiti contratti dalla firma del PACS.

Il PACS, che non garantisce l'adozione, termina per la morte di uno dei partner, con il matrimonio di uno dei due, o su richiesta anche unilaterale tramite raccomandata inviata all'altro partner.
La legge francese prevede anche la convivenza (in francese: concubinage, da non confondere con l'italiano concubinaggio) (capitolo II, art. 515-8), che offre diritti molto limitati (affitto, immigrazione, salute e assicurazione) ai partner che coabitano.
I PACS non sono rivolti soltanto alle persone omosessuali, ma anche alle coppie di sesso diverso che non vogliono contrarre matrimonio e preferiscono utilizzare uno strumento giuridico diverso dal matrimonio civile o religioso, senza però essere prive delle tutele e delle prerogative di cui gode una coppia "regolarmente" unita (assistere il proprio partner in ospedale, partecipare alle decisioni che riguardano la sua salute e la sua vita, lasciare in eredità il proprio patrimonio alla persona con cui si è condivisa l'esistenza, ottenere l'avvicinamento se un partner è extracomunitario e così via).
Secondo il ministero della Giustizia francese il numero delle coppie che scelgono di contrarre Patto Civile di Solidarietà è in tendenziale crescita sin dall'entrata in vigore della legge; nel 2013 hanno scelto di contrarre Patto Civile di Solidarietà circa 168.000 coppie.

#### Germania

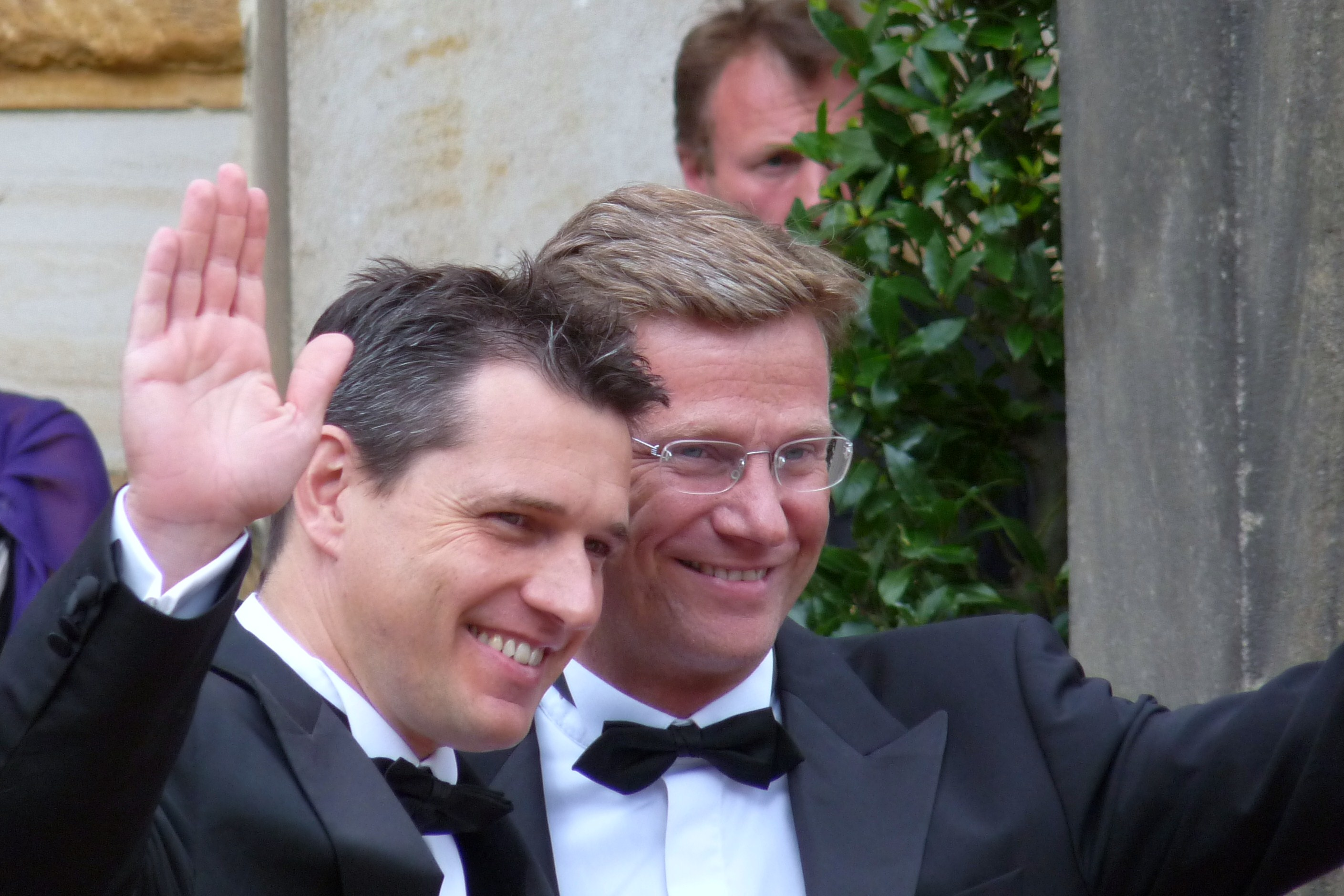
L'ex ministro degli esteri tedesco Guido Westerwelle (a destra) e Michael Mronz. I due si unirono civilmente il 17 settembre 2010.

Dal 1º agosto 2001 al 1º ottobre 2017 è stata in vigore un'unione registrata per coppie dello stesso sesso chiamata Eingetragene Lebenspartnerschaft.
Tale unione è stata introdotta dalla legge Gesetz über die Eingetragene Lebenspartnerschaft. I contraenti dell'unione registrata assumevano lo status di Lebenspartner e acquisivano riconoscimento dal punto di vista contributivo, assistenziale, in materia di cittadinanza, di diritti successori, di diritti pensionistici e in materia di adozione del figlio del partner.
La Corte Costituzionale tedesca, intervenuta più volte nel corso degli anni ad ampliare gli effetti dell'unione registrata, nel 2009 sancì che il concetto di tutela del matrimonio non costituiva di per sé giustificazione per le disparità di trattamento legale tra coniugi e contraenti dell'unione registrata.
Con l'apertura del matrimonio alle coppie dello stesso sesso, la Eingetragene Lebenspartnerschaft è stata abrogata. A partire dal 1º ottobre 2017, data dell'entrata in vigore della legge che ha aperto il matrimonio alle coppie dello stesso sesso, non è infatti più possibile contrarre unione registrata.

#### Gibilterra,Civil Partnership
A Gibilterra le coppie non sposate, indipendentemente dal sesso dei componenti, possono accedere a un'unione registrata con conseguenze legali simili a quelle del matrimonio chiamata Civil Partnership. Ai contraenti dell'unione registrata sono garantiti molti dei diritti e delle facoltà di chi contrae matrimonio, inclusa l'adozione congiunta di minori.

#### Grecia,Sìmfono elèftheris symbìosis
Con la legge 3719/2008 (pubblicata sulla Gazzetta Ufficiale della Repubblica in data 26.11.2008) la Grecia recepisce le normative europee in fatto di unioni civili riconoscendo altresì alle coppie non sposate e ai single il diritto di procreare mediante inseminazione artificiale.
Le unioni civili in Grecia sono regolate quindi dal "Patto di libera convivenza", che tuttavia esclude persone dello stesso sesso. Ai contraenti il patto sono riconosciuti pieni diritti sui beni acquisiti dopo l'avvenuta stipula.
Esso regola inoltre altre questioni riguardanti la prole acquisita eventualmente nel corso del patto, gli alimenti a quest'ultima in caso di interruzione del patto e altre questioni ereditarie.
Il 30 ottobre 2015 è stato firmato un protocollo d'intesa che hanno aderito tutti i partiti, il quale contiene leggi contro l'omofobia, bullismo e unioni civili.
Il ministro della Giustizia Nikos Paraskevopoulos ha dichiarato: l'adozione del disegno di legge sulla civil partnership a lungo atteso, insieme con altri provvedimenti legislativi, sarà il risultato di un processo che incomincerà con una consultazione pubblica online che si concluderà il 20 novembre 2015 ore 14.
Papaioannou, in un'intervista, ha sottolineato che ha completato la consultazione pubblica e nei prossimi dieci giorni il progetto di legge sarà presentato in Parlamento per promulgazione.
La votazione finale per l'approvazione dell'estensione delle unioni civili alle coppie omosessuali si è tenuta durante la notte tra il 22 e il 23 dicembre 2015. La legge è stata approvata con 193 sì e 56 no. Le coppie gay possono già contrarre l'unione civile dal gennaio 2016.

#### Irlanda,Civil Partnership Bill
Nel 2005 è incominciato il lungo iter parlamentare della legge Civil Partnership Bill, tesa a regolamentare le unioni anche tra individui dello stesso sesso. Nel luglio del 2010 la legge è stata approvata dal Parlamento a larga maggioranza; il 19 luglio 2010 ha ricevuto la firma del Presidente della Repubblica, ed è divenuto operativo a partire dal 1º gennaio 2011.
Il Civil Partnership Bill riconosce alle coppie conviventi, eterosessuali e omosessuali, diritti e doveri in tema di coabitazione, proprietà della casa, agevolazioni fiscali, successione, eredità, immigrazione, senza però introdurre la possibilità di adozione dei figli.
Nel 2015, tramite referendum, anche in Irlanda è stato introdotto il matrimonio per coppie omosessuali.
Il parlamento irlandese ha inoltre approvato un emendamento alla legge sulla parità di trattamento che prevedeva una deroga per gli istituti gestiti da una comunità religiosa. D'ora in poi anche le scuole e gli ospedali cattolici saranno tenuti al rispetto della legge e non potranno più licenziare arbitrariamente insegnanti e medici sulla base del loro orientamento sessuale.

#### Italia, Unione civile; Convivenze

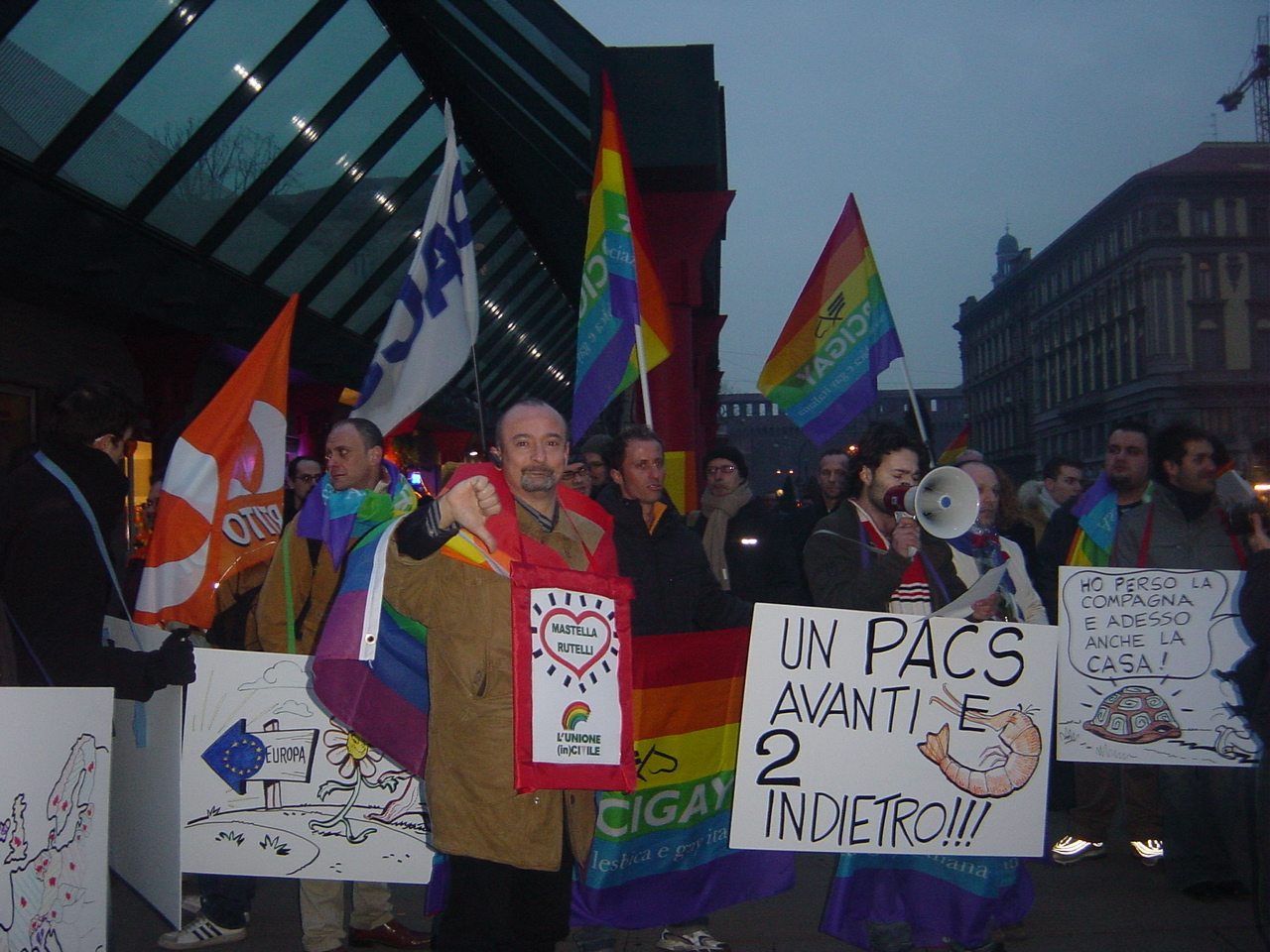
Manifestazione per i PACS a Milano, gennaio 2005

Nell'ordinamento italiano l'unione civile è un istituto giuridico di diritto pubblico, analogo al matrimonio, comportante il riconoscimento giuridico della coppia formata anche da persone dello stesso sesso e finalizzato a stabilirne diritti e doveri reciproci.
Tale istituto estende alle coppie omosessuali la totalità dei diritti e dei doveri previsti per il matrimonio, con la sola eccezione dell'adozione congiunta, incidendo sullo stato civile della persona.
L’unione civile tra due persone maggiorenni avviene di fronte a un ufficiale di stato civile e alla presenza di due testimoni e viene registrata nell'archivio dello stato civile. Gli atti dell'unione, indicanti i dati anagrafici, il regime patrimoniale e la residenza vengono registrati nell'archivio dello stato civile.
Parallelamente all'unione civile, una coppia formata da persone dello stesso sesso può decidere di usufruire dell'istituto della convivenza, il quale garantisce una serie di diritti minimi.
I diritti e gli obblighi in capo ai conviventi non sono subordinati in via esclusiva alla registrazione della convivenza all'anagrafe.
La registrazione facilita la prova della convivenza ed è necessaria solo qualora si voglia stipulare un 'contratto di convivenza' che serve a regolare i rapporti patrimoniali. L'istituto delle convivenze è aperto anche alle coppie etero in alternativa al matrimonio.
I due istituti, introdotti dalla legge denominata "Regolamentazione delle unioni civili tra persone dello stesso sesso e disciplina delle convivenze", più nota come legge Cirinnà, sono stati approvati, durante il Governo Renzi, dal Senato il 25 febbraio 2016 con 173 voti favorevoli e 71 voti contrari, e in via definitiva dalla Camera l'11 maggio 2016, con entrata in vigore il 5 giugno 2016 (Legge del 20 maggio 2016, n. 76 pubblicata in Gazzetta Ufficiale, Serie Generale n. 118, il 21 maggio 2016).

#### Lussemburgo,Partenariat légal
In Lussemburgo è in vigore dal 1º novembre 2004 la partnership registrata. Si applica alle coppie dello stesso e di sesso diverso e garantisce diritti simili a quelli delle coppie sposate in relazione al welfare e al fisco.

#### Malta,Civil Union
A Malta le coppie non sposate, indipendentemente dal sesso dei componenti, possono accedere a un'unione registrata chiamata civil union, con conseguenze legali simili a quelle del matrimonio . Ai contraenti dell'unione registrata sono garantiti gli stessi diritti e le stesse facoltà di chi contrae matrimonio, compresa l'adozione congiunta di minori.
L'unione registrata è stata istituita dal Civil Unions Act, legge proposta a fine 2013 dal governo maltese poi approvata in via definitiva il 14 aprile 2014 dal parlamento nazionale con 37 voti favorevoli e 0 voti contrari e promulgata due giorni dopo dal capo dello Stato, la presidente Marie Louise Coleiro Preca.
La prima unione registrata del Paese è stata realizzata il 13 giugno 2014. Svariate unioni registrate di altri Paesi sono riconosciute come unioni di status equivalente alle civil union; il ministro dell'interno maltese, nel giugno del 2014, ha emanato un regolamento in cui sono elencate le unioni registrate estere riconosciute come tali.

#### Paesi Bassi,Geregistreerd Partnerschap
Nei Paesi Bassi le coppie non sposate, indipendentemente dal sesso dei componenti, possono accedere a un'unione registrata con conseguenze legali simili a quelle del matrimonio chiamata geregistreerd partnerschap.
Ai contraenti dell'unione registrata sono garantiti molti dei diritti e delle facoltà di chi contrae matrimonio, inclusa l'adozione congiunta di minori; il Codice Civile del Paese non elenca le prerogative e gli obblighi dei contraenti ma rimanda in modo quasi integrale alle prerogative e agli obblighi dei coniugi.
L'unione registrata si scioglie per la morte di uno dei partner, per assenza o scomparsa di uno dei partner o per provvedimento di scioglimento del giudice.
In caso di separazione è necessario prevedere l'eventuale corresponsione di alimenti al partner che non avesse risorse sufficienti.
Il dibattito sulle unioni incomincia nei Paesi Bassi nel 1993 con la presentazione di un disegno di legge che non avrebbe consentito la registrazione alle coppie omosessuali sebbene un rapporto del 1991 prevedesse l'introduzione di un modello aperto a tutte le coppie.
Nel 1995 si decise di avvicinare l'istituto il più possibile al matrimonio. Nel 1996 gruppi di pressione del movimento gay argomentando che l'unione così come concepita non garantiva l'uguaglianza portò una maggioranza esigua alla Seconda Camera a votare una mozione sul tema.
Il Consiglio istituì la seconda commissione Kortmann per esaminare le conseguenze sul diritto internazionale privato del matrimonio omosessuale. Nel 1997 la commissione sostenne la necessità di potenziare la disciplina giuridica della relazione tra i partner e i figli dell'altro partner.
La geregistreerd partnerschap è stata approvata in via definitiva dal parlamento dei Paesi Bassi a metà 1997 ed è entrata in vigore il 1º gennaio 1998.
Svariati diritti e facoltà sono riconosciuti anche alle coppie non sposate e non registrate; tra queste l'adozione congiunta di minori, garantita dalla fine degli anni novanta a tutte le coppie conviventi di sesso diverso e dall'inizio degli anni 2000 a tutte le coppie conviventi dello stesso sesso.

#### Portogallo,União de facto
In Portogallo sono state approvate, il 5 maggio 2001, due leggi che hanno disciplinato, rispettivamente, le situazioni giuridiche della economia comum ("economia comune") e delle União de facto ("unioni di fatto"). Si tratta della Lei n. 1 6/2001, de 11 de maio, adopta medidas de protecção das pessoas que vivam em economia comum e della Lei n. 7/2001, de 11 maio, adopta medidas de protecção das uniões de facto.
Le due leggi non si escludono a vicenda.
- L'economia comune: la definizione economia comum data dalla legge all'art. 2, è "la situazione di persone che vivano in comunione di vitto e alloggio da più di due anni e abbiano stabilito un genere di vita in comune basato sull'assistenza reciproca o la ripartizione delle risorse". La legge si applica a nuclei di due o più persone purché una di queste sia maggiorenne.

La legge prevede diritti riguardo al godimento di ferie, permessi e congedi familiari, diritto di preferenza nei trasferimenti riguardanti i dipendenti delle pubbliche amministrazioni, applicazione del regime delle imposte sul reddito, protezione particolare per la residenza in comune e diritto, nella trasmissione ereditaria, alla casa.
- L'unione di fatto: la legge regolamenta, secondo l'art. 1 "la situazione giuridica di due persone, indipendentemente dal sesso, che vivano un'unione di fatto da più di due anni".

I diritti che garantisce la legge sono gli stessi di coloro che vivono in un'economia comune a cui si aggiunge in caso di morte del convivente benefici economici erogati dal sistema della sicurezza sociale e pensione al coniuge superstite.
L'unione si scioglie per la morte di uno dei due membri, per il matrimonio di uno dei due membri o per volontà di uno dei due membri.
Nell'ultimo caso deve essere avviata la separazione legale affinché possano essere riconosciuti diritti come nel caso della separazione matrimoniale.
I diritti garantiti da entrambe le leggi sono limitati rispetto a quelli che offre il matrimonio.
Il giorno 8 gennaio 2010 il parlamento portoghese ha approvato la proposta di legge per regolarizzare il matrimonio omosessuale, escludendo però la possibilità di adottare figli. Il primo ministro José Sócrates ha definito la votazione "un momento storico"[4].
Il presidente della repubblica Aníbal Cavaco Silva (membro del partito conservatore) ha deciso di non esercitare il proprio diritto di veto, che avrebbe potuto essere reso nullo da una nuova votazione favorevole del parlamento sullo stesso testo, e ha firmato la legge il 17 maggio 2010 (vedi matrimonio fra persone dello stesso sesso alla voce Portogallo)
Il 20 novembre 2015 il Parlamento del Portogallo ha approvato una legge che permette alle coppie gay di adottare bambini e permette alle coppie formate da due donne di beneficiare della procreazione medicalmente assistita, nota in Italia come PMA: quella che, in breve, permette di ricorrere a un donatore esterno di ovuli o spermatozoi.

#### Regno Unito,Civil partnership
Il Civil Partnership Act 2004 riconosce alle coppie conviventi dello stesso sesso in tutto il Regno Unito la possibilità di vincolarsi in una unione registrata con conseguenze legali simili a quelle del matrimonio, chiamata civil partnership; i contraenti dell'unione registrata assumono lo status legale di civil partners. In Inghilterra e Galles, per via di quanto stabilito dall'Equality Act 2010, l'unione registrata può essere contratta anche in luoghi di culto.
Alla sua entrata in vigore, nel dicembre 2005, la legge ha avuto una forte eco anche in conseguenza alla decisione della popstar sir Elton John di essere fra i primi sudditi britannici a utilizzarla, per sancire la relazione col suo compagno.
A seguito dell'apertura del matrimonio alle coppie dello stesso sesso in vasta parte del Regno Unito, sono in via di elaborazione da parte del Governo guidato da David Cameron e del Governo locale scozzese provvedimenti atti a garantire a chi abbia contratto civil partnership la possibilità di convertire la propria unione registrata in matrimonio e si sta procedendo a valutare l'abrogazione della civil partnership stessa o la sua apertura alle coppie conviventi di sesso diverso.
Sono riconosciute anche le coabitazioni non registrate di partner di sesso diverso o dello stesso sesso, a cui è accordata una varietà di diritti e facoltà, dalle assicurazioni all'immigrazione e altro.
Alle coppie conviventi di tutto il Regno Unito, dello stesso sesso e di sesso diverso, registrate e non registrate, è garantito l'accesso alla procreazione medicalmente assistita anche inclusiva di surrogazione di maternità e all'adozione congiunta di minori, per via di quanto stabilito dallo Human Fertilisation and Embryology Act 2008, che regolamenta la procreazione medicalmente assistita nel Regno Unito, dall'Adoption and Children Act 2002, che regolamenta l'adozione in Inghilterra e Galles, dall'Adoption and Children (Scotland) Act 2007, che regolamenta l'adozione in Scozia, e dalla sentenza emessa nel giugno 2013 dalla Corte d'Appello dell'Irlanda del Nord riguardante l'adozione da parte di coppie conviventi.
Va altresì precisato che le Unioni Civili garantiscono ai partner diritti molto simili a quelli dei coniugi sposati, tra cui:
- Diritti di successione in caso di morte del partner.
- Obbligo reciproco di mantenimento in caso di separazione.
- Diritti fiscali e previdenziali (es. esenzione dall’Inheritance Tax per il partner superstite).
- Possibilità di scioglimento formale con una procedura legale simile al divorzio.

Le Coppie di Fatto (cohabiting couples) non godono di uno status giuridico specifico nel diritto inglese. Questo significa che, a differenza delle Unioni Civili, le coppie conviventi non hanno automaticamente diritti e protezioni legali in caso di separazione o morte del partner 

#### Repubblica Ceca,Registrované Partnership
La Camera dei Deputati della Repubblica Ceca, il 15 marzo 2006, ha approvato, con i 101 voti richiesti, su 177 deputati presenti (la maggioranza assoluta, sui 200 seggi della Camera), una legge sulle unioni registrate per le persone dello stesso sesso. L'approvazione ha annullato il veto posto dal presidente Václav Klaus, il 16 febbraio 2006, per forti riserve sulla legge.
La legge regola l'inizio e la fine delle unioni registrate fra persone dello stesso sesso, concede a queste persone il diritto ad avere informazioni sullo stato di salute del partner, il diritto all'eredità nel caso della morte e obbliga i partner a sostenersi finanziariamente. La legge rende possibile l'educazione di bambini nati da precedenti vincoli eterosessuali, ma non permette l'adozione.
Nel novembre 2015 il tribunale di Prostějov, nella Moravia meridionale, ha emesso una sentenza a favore dell'adozione di due gemelli di 10 anni di una coppia gay che vive negli Stati Uniti. La coppia di sposi gay, uno francese e uno ceco ma entrambi residenti negli Stati Uniti, aveva adottato i due neonati a San Francisco. Il tribunale ha quindi riconosciuto la cittadinanza ceca ai due neonati e, per l'appunto, l'adozione dei due gemelli.

#### Slovenia,Registrirana istospolna partnerska skupnost
Una legge del 22 giugno 2005 garantisce alle unioni civili diritti limitati nel campo delle relazioni di proprietà e dell'eredità.
Tale legge, contestata dal movimento di liberazione omosessuale, non garantisce alcun diritto di assicurazione, salute e pensionistico.
Nel settembre 2009 il governo sloveno ha presentato un disegno di legge che consente alle coppie omosessuali l'accesso al matrimonio, la legge approvata del Parlamento nel marzo 2015 è stata fortemente osteggiata dai cattolici, che hanno raccolto 48000 firme, necessarie per indire un referendum abrogativo. A dicembre 2015 i cittadini sloveni dovranno pronunciarsi dopo che la Corte Costituzionale slovena ha dato parere favorevole alla proposta di referendum abrogativo della legge che consente le nozze fra omosessuali nel Paese.
La sentenza della Corte Costituzionale, inoltre, ha ribaltato la decisione del Parlamento, che invece, a suo tempo, aveva posto un divieto a qualsiasi modifica della disposizione approvata lo scorso marzo. Il difensore civico per i diritti umani della Slovenia, Vlasta Nussdorfer, però, ha già promesso battaglia sulla decisione dei conservatori.
L'ombudsman ha infatti affermato “che il suo ufficio richiederà una revisione costituzionale di tutta la legislazione rilevante se la legge che riconosce i matrimoni tra le persone omosessuali venisse annullata” dal prossimo referendum. Il 20 dicembre 2015, con un referendum popolare, e con una maggioranza che supera il 63%, gli sloveni aboliscono la legge che istituiva il matrimonio e l'adozione per coppie dello stesso sesso.

#### Spagna
In Spagna il matrimonio è aperto alle coppie dello stesso sesso dal 2005.
Alcune regioni (Comunidades autónomas) del paese riconoscevano già diritti alle coppie di fatto, di sesso uguale o diverso. È il caso della Catalogna, che il 15 luglio 1998 aveva approvato la legge sulle coppie stabili (Legge 10/1998, De uniones estables de pareja (Legge sulle unioni stabili), entrata in vigore il 23 ottobre dello stesso anno.
La legge regola diversi aspetti privatistici della relazione di coppia: prevede la responsabilità solidale per le spese domestiche e per alcuni debiti, regola l'uso della casa comune e offre benefici nel caso in cui uno dei partner lavori per il governo catalano.
Le coppie omosessuali hanno accesso a questa legge rendendo una dichiarazione con un atto notarile.
Le coppie eterosessuali possono regolamentare il loro rapporto o con un atto notarile, o automaticamente dopo una convivenza di più di due anni, o automaticamente per le coppie che convivono e hanno un figlio.
Dopo la Catalogna altre dieci regioni spagnole hanno approvato leggi sulle unioni di fatto, per un totale di 11 comunità su 17. In particolare si tratta dell'Aragona nel 1999, la Navarra nel 2000, la Comunità di Valencia, le Isole Baleari e la Comunità di Madrid nel 2001, le Asturie e l'Andalusia nel 2002, le Canarie, l'Estremadura e i Paesi Baschi nel 2003.

#### Svezia
Dal 1º gennaio 1995 al 1º maggio 2009 è stata in vigore una unione registrata per coppie dello stesso sesso chiamata registrerat partnerskap. Ai contraenti dell'unione registrata la legge accordava molte prerogative e possibilità prima riservate esclusivamente ai coniugi; tra queste, dal 2002, anche l'adozione congiunta di minori.
Il percorso politico della sua approvazione ha avuto inizio quando nei primi anni novanta il Governo svedese istituì una Commissione per valutare l'opportunità di introdurre una legislazione sulle unioni.
La Commissione si pronunciò a favore, ma il governo conservatore era diviso. Il Parlamento allora ordinò la preparazione di un disegno di legge alla Commissione parlamentare permanente sulle questioni di diritto civile e lo approvò nel giugno del 1994. La registrerat partnerskap è stata in seguito abrogata contestualmente all'apertura del matrimonio alle coppie dello stesso sesso.
Le coppie di fatto sono riconosciute e tutelate dalla sambolag, la legge sui conviventi. La legge, approvata nel 2003, regola vari aspetti della vita in comune tra fidanzati, dall'abitazione ai beni acquistati per uso comune nel corso della convivenza, prescindendo completamente dalla composizione sessuale delle coppie.
La sambolag ha abrogato e quindi sostituito due leggi precedentemente in vigore, approvate nel 1987: l'una sulla casa in comune, riguardante le coppie conviventi di sesso diverso, e l'altra sulle coppie conviventi dello stesso sesso.
Nel Paese il dibattito sul riconoscimento e sulla tutela delle molteplici realtà affettive esistenti nella società si è sviluppato a partire dagli anni settanta; la stessa possibilità di ammettere le coppie omosessuali nel matrimonio è stata vagliata in Svezia già nel 1978 da una commissione incaricata di sviluppare proposte di legge tese a fronteggiare la discriminazione di omosessuali. La commissione all'epoca ritenne prematuro il passo, divenuto poi realtà nel 2009.

#### Ungheria.Bejegyzett élettársi kapcsolat
Una legge del 1996 (Codice civile, art. 578/G) in seguito di una modifica incide sul diritto di proprietà delle coppie conviventi di omosessuali.
In particolare, ogni bene acquistato nel corso della convivenza è di proprietà dei componenti della coppia in proporzione al contributo dato all'acquisto.
Nel caso il contributo non possa essere determinato, sono ritenuti uguali. Il lavoro casalingo, inoltre, è considerato come un contributo all'acquisto della proprietà.
Nel dicembre 2007 sono state approvate dal parlamento ungherese le convivenze registrate, ovvero la possibilità per una coppia, sia eterosessuale sia tra persone dello stesso sesso, di essere registrata in quanto tale, ottenendo così riconoscimenti in campo patrimoniale ed ereditario; la registrazione avviene con iscrizione al registro dello stato civile, per scioglierla è necessaria una dichiarazione congiunta davanti al notaio.
Nell'aprile 2009 è stata approvata dal parlamento ungherese una nuova legge sull'unione civile oppure convivenza registrata. Il termine ungherese e "bejegyzett élettársi kapcsolat", esatto equivalente del termine tedesco "eingetragene Lebenspartnerschaft".
La legge anteriore (approvata dal parlamento nel dicembre 2007) fu bocciata dalla Corte Costituzionale ungherese nel dicembre 2008, alcuni giorni prima della sua entrata in vigore.
La legge del 2007 avrebbe riconosciuto anche alle coppie dello sesso diverso la possibilità di vincolarsi in una unione civile (convivenza registrata).
È per questo che la Corte Costituzionale ha dichiarato questa legge incostituzionale. Secondo la Corte, l'apertura dell'istituto giuridico dell'unione civile anche per le coppie eterosessuali sarebbe contrario alla tutela costituzionale del matrimonio.
La nuova legge è entrata in vigore dal 1º luglio 2009. La legge non equipara a tutti gli effetti la convivenza al matrimonio pur applicando ai conviventi disposizioni analoghe a quelle contenute nella legge sulla famiglia e in altre leggi per la disciplina del matrimonio.
Le principali differenze tra matrimonio e unione civile (convivenza registrata) sono:
1. I conviventi non possono scegliere un cognome comune;
2. Ai conviventi non è riconosciuto il diritto di adozione congiunta, neanche il diritto di adozione dei figli del convivente;
3. I conviventi non possono valersi di tecniche di procreazione medicalmente assistita.

### Altri paesi europei

#### Andorra,Unió estable de parella
Dal 2005 la legge prevede una registrazione civile che garantisce molti dei diritti del matrimonio civile, inclusa, per le coppie etero, l'adozione di bambini.

#### Islanda
Dal 1996 al 2010 in Islanda è stato in vigore un istituto noto come Staðfesta samvist, o unione omologata, che riconosceva la registrazione di unioni omosessuali offrendo molti dei diritti delle coppie eterosessuali unite in matrimonio.
La legge islandese, dal 2000, ha permesso ai fidanzati in unione omologata l'adozione dei figli del partner; dal 2006 ha permesso loro anche l'adozione congiunta di minori e la procreazione medicalmente assistita. L'unione omologata è stata ufficialmente abrogata dalla legge che nel 2010 ha aperto il matrimonio alle coppie dello stesso sesso.

#### Liechtenstein
In Liechtenstein, il 5 novembre 2007 è stata approvata una mozione, presentata dall'opposizione socialdemocratica e accolta dalla maggioranza, che prevede il riconoscimento delle coppie di fatto. Il testo è vincolante per il parlamento che deve a questo punto emanare una legge che riconosca le coppie omosessuali.

#### Norvegia
Dal 1º agosto 1993 al 1º gennaio 2009 in Norvegia è stata in vigore un'unione registrata per coppie dello stesso sesso chiamata registrert partnerskap. Le coppie omosessuali avevano il diritto di registrare legalmente la propria convivenza garantendosi diritti e doveri legali pari a quelli derivanti dal matrimonio, con l'eccezione del diritto di solennizzare la convivenza in un'istituzione religiosa e il diritto di adottare bambini congiuntamente.
Uno dei partner registrati, dal 1º gennaio 2002, poteva comunque adottare i figli dell'altro (sia biologici sia adottati, a meno che si trattasse di figli adottati provenienti da un Paese che non permetteva a gay e lesbiche di adottare bambini) con gli stessi criteri di adozione del matrimonio.
Il 18 dicembre 2003 sono entrate in vigore nuove normative relative all'affidamento di minori a gay e lesbiche. Nel corso del 2006 sono state riviste e velocizzate le procedure per l'adozione dei figli del partner e il congedo di maternità nelle coppie registrate.
Per poter contrarre unione registrata almeno uno dei componenti della coppia doveva essere cittadino norvegese, e uno o entrambi dovevano risiedere in Norvegia. La registrert partnerskap è stata ufficialmente abrogata dalla legge che nel 2009 ha aperto il matrimonio, e con esso l'adozione congiunta di minori, alle coppie dello stesso sesso.

#### San Marino,Coabitazione riconosciuta
Il 30 luglio 2015 è stato promulgato il decreto legge che ha modificato diverse norme sulla concessione della residenza e dei permessi di soggiorno, affrontando in ben tre articoli, gli aspetti riguardanti le unioni civili.
La legge ora consente di autorizzare la presenza in territorio anche se stranieri, del compagno o della compagna del cittadino o del residente con cui vi è un rapporto affettivo.
Tale diritto alla presenza e coabitazione, viene concesso ai fini “solidaristici e di mutuo aiuto”. L'articolo 22 concede la possibilità allo straniero che ottiene il permesso di soggiorno per convivenza di lavorare sul Titano.
Nello specifico la norma consente allo straniero convivente di ottenere lo stesso tipo di permesso concesso ai lavoratori transfrontalieri, rispettando le norme in vigore per i frontalieri e riguardanti i vari aspetti, compreso quello della presentazione del certificato penale e carichi pendenti.
Lo straniero convivente ha comunque un vantaggio rispetto al lavoratore frontaliero, e cioè quello di accedere alle liste dell'ufficio del lavoro “con priorità rispetto ai transfrontalieri stessi”. In caso di stabile unione, sia etero sia omo, si può comunque ricorrere a formule per aumentare le tutele di entrambi i partner, stipulando ad esempio i “contratti di convivenza”.
Si tratta di un contratto stipulato tra persone non coniugate e che è efficace solo tra loro, finalizzato a regolarne gli aspetti pratici, gli apporti patrimoniali, finanziari e lavorativi dati da ciascun convivente nella coabitazione per la proprietà di beni acquistati insieme per l'uso dell'abitazione, per la regolamentazione dei rapporti in caso di cessazione della convivenza, sia tra ex sia nei riguardi di eventuali figli, nonché per la regolamentazione degli aspetti successori.
In aggiunta al contratto di convivenza si possono stipulare anche “convenzioni patrimoniali”, accordi che regolano l'impegno a contribuire alle necessità della vita in comune, con la previsione della corresponsione periodica o una tantum, di somme di denaro, la messa a disposizione di beni o attività lavorativa e altro.

#### Svizzera,Unione domestica registrata
In Svizzera il primo cantone a votare l'estensione dei diritti matrimoniali alle coppie gay è stato quello di Zurigo il 22 settembre 2002. In base a questa decisione la coppia doveva vivere nel cantone e convivere da sei mesi prima di procedere all'unione riconosciuta.
L'unione civile è stata estesa anche ai cantoni di Ginevra, Neuchâtel e Vallese: in quest'ultimo cantone, però, l'unione registrata è valida solo per le coppie dello stesso sesso, mentre è vietata alle coppie eterosessuali perché considerata come "un matrimonio di seconda classe" e "un pericolo per l'istituzione del matrimonio e della famiglia".
Tali riconoscimenti hanno spinto il parlamento elvetico ad accettare, in seguito alla Legge federale sull'unione domestica registrata di coppie omosessuali, l'unione domestica registrata che riguarda però solo coppie dello stesso sesso. Un referendum contro questa legge ha fallito e la legge è stata approvata dal popolo svizzero, il primo a esprimersi.
La legge è dunque entrata in vigore il 1º gennaio 2007. Le prime unioni sono state celebrate già il 2 gennaio 2007, all'apertura delle amministrazioni comunali.
Chi è vincolato da un'unione domestica registrata non può adottare né valersi di tecniche di procreazione medicalmente assistita (art. 28 della legge).

#### Città del Vaticano
Il Vaticano non prevede alcuna legislazione per la regolamentazione delle unioni civili. Le autorità considerano esplicitamente il matrimonio eterosessuale come la unica forma di matrimonio accettabile, e il matrimonio religioso cattolico come la forma di matrimonio preferibile.
Le autorità hanno preso esplicitamente posizione sia contro il matrimonio gay, sia contro le unioni civili fra persone omosessuali. Il matrimonio contratto nello Stato del Vaticano (in chiesa) è legalmente riconosciuto dallo Stato italiano, mentre il matrimonio contratto civilmente all'estero tra persone di cui almeno una sia battezzata (e non abbia formalmente abbandonato la fede) non è riconosciuto dallo Stato vaticano. Lo Stato della Città del Vaticano non fa parte dell'Unione europea.

#### Tabella riassuntiva
| Un paese        | Data                             |
| --------------- | -------------------------------- |
| Danimarca       | 1º ottobre 1989-15 giugno 2012   |
| Norvegia        | 1º agosto 1993-1º gennaio 2009   |
| Svezia          | 1º gennaio 1995-1º maggio 2009   |
| Islanda         | 27 giugno 1996-27 giugno 2010    |
| Paesi Bassi     | 1º gennaio 1998                  |
| Francia         | 16 novembre 1999                 |
| Belgio          | 1º gennaio 2000                  |
| Portogallo      | 5 maggio 2001                    |
| Germania        | 1º agosto 2001-1º ottobre 2017   |
| Finlandia       | 1º marzo 2002-1º marzo 2017      |
| Lussemburgo     | 1º novembre 2004                 |
| Andorra         | 23 marzo 2005                    |
| Slovenia        | 22 giugno 2005                   |
| Regno Unito     | 5 dicembre 2005                  |
| Repubblica Ceca | 1º luglio 2006                   |
| Svizzera        | 1º gennaio 2007                  |
| Ungheria        | 1º luglio 2009                   |
| Austria         | 1º gennaio 2010                  |
| Irlanda         | 1º gennaio 2011-16 novembre 2015 |
| Liechtenstein   | 1º settembre 2011                |
| Malta           | 14 aprile 2014                   |
| Croazia         | 5 agosto 2014                    |
| Cipro           | 9 dicembre 2015                  |
| Grecia          | 23 dicembre 2015                 |
| Estonia         | 1º gennaio 2016                  |
| Italia          | 5 giugno 2016                    |
| San Marino      | 11 febbraio 2019                 |
| Monaco          | 27 giugno 2020                   |
| Montenegro      | 1º luglio 2021                   |
| Lettonia        | 1º luglio 2024                   |

## Le unioni civili in America

### Argentina,Unión Convivencial;Pacto de Convivencia
In Argentina le coppie non sposate, indipendentemente dal sesso dei componenti, possono costituire unión convivencial, ossia unione di fatto, e contrarre pacto de convivencia, ossia patto di convivenza, a partire da gennaio 2016 a seguito dell'entrata in vigore del nuovo Codice Civile argentino.
Il Codice Civile definisce l'unión convivencial come la relazione affettiva tra due persone in convivenza stabile. Ai conviventi sono garantiti svariati diritti e facoltà in ambito patrimoniale ed economico, nonché l'accesso alla procreazione assistita e all'adozione congiunta di minori.
Il Codice Civile prevede che i conviventi possano accedere al pacto de convivencia, un patto che consente di definire i particolari della vita in comune e vari aspetti relativi a un'eventuale cessazione della convivenza, come la divisione dei beni acquistati insieme e l'attribuzione della casa in cui si è convissuto. L'unión convivencial e il pacto de convivencia possono essere ufficialmente registrati presso gli enti locali.
Per quanto riguarda le singole città, Buenos Aires ha emanato, nel 2002, la Ley n 1.004 Unión Civil che istituisce un registro delle unioni civili indipendentemente dal sesso e dall'orientamento sessuale purché la coppia conviva da più di due anni. La capitale Argentina è la prima istituzione dell'America latina ad aver legalizzato le unioni civili.

### Brasile,Concubinato;União Estável
In Brasile le coppie di fatto sono riconosciute dalle norme nazionali sul concubinato e sulla união estável.
La legge brasiliana considera concubinato la relazione continuativa tra persone impossibilitate a sposarsi e união estável, ossia unione stabile, la relazione continuativa tra persone che pur potendosi sposare convivono; l'unione stabile è riconosciuta come entidade familiar, ossia nucleo familiare.
Alle coppie in unione stabile sono garantiti svariati diritti, tra cui la comunione dei beni e l'adozione congiunta di minori, nonché la possibilità di registrare ufficialmente la propria unione e di convertirla eventualmente in matrimonio. Sebbene le norme approvate dal legislatore facciano riferimento soltanto alle coppie di sesso diverso, la Corte Suprema Federale, massimo organo giudiziario del Brasile per le questioni di carattere costituzionale, e il Consiglio Nazionale di Giustizia, organo di controllo dell'autonomia e dell'efficacia del potere giudiziario brasiliano, ne hanno sancito la piena applicazione anche alle coppie dello stesso sesso: la Corte Suprema Federale, nel 2011, ha sentenziato a unanimità che l'interpretazione del Codice Civile, per essere conforme alla Costituzione e quindi giuridicamente valida, non può prevedere l'esclusione delle coppie dello stesso sesso dalla possibilità di costituire unione stabile e nucleo familiare, inteso come sinonimo perfetto di famiglia, ricevendo lo stesso trattamento legale delle altre coppie; il Consiglio Nazionale di Giustizia, nel 2013, basandosi sul pronunciamento della Corte Suprema Federale, ha emesso una risoluzione vincolante in materia di matrimonio contenente un esplicito divieto per le autorità locali di rifiutare la conversione in matrimonio delle unioni stabili di persone dello stesso sesso e, nel 2014, ha approvato un provvedimento riguardante le procedure per la registrazione delle unioni stabili nel quale fa presente che queste possono essere costituite da persone di sesso diverso e dello stesso sesso.
Numerosi stati inoltre vietano la discriminazione basata sull'orientamento sessuale e lo Stato del Rio Grande do Sul ha un registro delle unioni civili.
In Brasile, inoltre, già prima della sentenza della Corte Suprema i cittadini apertamente omosessuali avevano il diritto costituzionale di adottare i bambini e, nel 2005 è successo per la prima volta che una bambina è stata data in adozione a una coppia gay nello Stato di San Paolo. Questa decisione inedita portò diversi giudici a riconsiderare l'adozione dalla parte delle coppie gay e portò inoltre a un boom di adozioni da parte dei gay.

### Canada
A livello parlamentare la Nuova Scozia è stato il primo Stato canadese a operare in questo senso a partire dal 4 giugno 2001 con la domestic partnership per persone dello stesso sesso. Tuttavia le coppie di fatto godevano di quasi tutti i diritti/doveri del matrimonio in quanto registravano la loro unione di fronte alla stessa autorità e accedevano alle più importanti leggi matrimoniali.

### Cile,Acuerdo de unión civil
L'Acuerdo de union civil è entrato ufficialmente in vigore in Cile dal 22 ottobre 2015. La legge dà a tutte le coppie – etero e no – gli stessi diritti e le stesse garanzie di quelle sposate, per esempio la reversibilità della pensione, l'assistenza sanitaria e la possibilità di ereditare i beni. Le prime coppie a usufruire della nuova legge sono state Virginia e Roxana (a Santiago) e Vicente ed Esteban (a Concepción).
È stato inoltre promossa una campagna pubblicitaria per promuovere la visibilità di tutte le famiglie, comprese quelle omoparentali.

### Colombia,Unión marital de hecho
In Colombia l'omosessualità è stata depenalizzata nel 1980. Nell'ottobre 2006 il Senato della Colombia, ha approvato, in prima lettura con 49 voti favorevoli e 40 contrari una legge sui Pacs. Nel 2007 una sentenza ha riconosciuto le coppie di fatto, ribadendo l'eguaglianza dei cittadini di fronte alla Costituzione. Nel 2009 la Corte Costituzionale ha equiparato le coppie omosessuali a quelle eterosessuali, cancellando alcune limitazioni (relative ad es. alle assicurazioni). Tra gli altri benefici: la possibilità di accedere a differenti tipi di sussidi, di avere diritti in materia di nazionalità, di non essere obbligato a testimoniare contro il o la propria convivente. Se uno dei due è membro delle forze armate, potrà dare al partner i benefici ai quali hanno diritto tutte le coppie eterosessuali che convivono da più di due anni, anche se non sono sposate.
“L'orientamento sessuale di una persona non è segno di una mancanza di idoneità morale, fisica o mentale per adottare”, con questa frase la Corte Costituzionale colombiana il 5 novembre 2015 ha riconosciuto a tutte le coppie omosessuali il diritto all'adozione.

### Ecuador
Il 28 settembre 2008 in Ecuador è stata votata tramite referendum una nuova costituzione, la quale tra i suoi articoli legalizza le unioni di fatto sia eterosessuali sia omosessuali e definisce il matrimonio solo tra uomo e donna. Nell'aprile 2015 è stata votata una nuova riforma del codice civile con una maggioranza di 89 favorevoli, 23 astenuti e 1 solo voto contrario. Questa riforma prevede tra l'altro che sul proprio documento di identità possa esser scritto il proprio stato civile "unito con", oltre ai soliti sposato/a, celibe/nubile, vedovo/a, divorziato/a. Stipulando una unione civile sarà possibile accedere a tutti i diritti del matrimonio tranne a quelli genitoriali e adottivi ma in caso di scioglimento un giudice interverrà per stabilire la custodia di eventuali figli.

### Stati Uniti
Negli Stati Uniti l'unione civile è o è stata in vigore in alcune giurisdizioni.

#### California,Domestic Partnership
Le coppie di sesso diverso in cui almeno un componente ha più di 62 anni e le coppie dello stesso sesso di qualsiasi età, sposate e non sposate, possono accedere alla Domestic Partnership, un'unione registrata con conseguenze legali simili a quelle del matrimonio.

#### Colorado,Designated Beneficiary Agreement;Civil Union
Le coppie non sposate, indipendentemente dal sesso dei componenti, possono optare per il Designated Beneficiary Agreement, un accordo legale che consente di regolamentare determinati aspetti del proprio rapporto, e per la Civil Union, un'unione registrata con conseguenze legali simili a quelle del matrimonio.

#### Connecticut, abrogata
Dal 2005 al 2010 è stata in vigore una unione registrata con conseguenze legali simili a quelle del matrimonio, chiamata Civil Union; tale unione registrata, a differenza di altre unioni registrate in territorio statunitense, era accessibile soltanto da coppie dello stesso sesso. La Civil Union è stata ufficialmente abrogata a seguito dell'apertura del matrimonio alle coppie dello stesso sesso.

#### Delaware, abrogata
Dal 2012 al 2013 è stata in vigore una unione registrata con conseguenze legali simili a quelle del matrimonio, chiamata Civil Union; tale unione registrata, a differenza di altre unioni registrate in territorio statunitense, era accessibile soltanto da coppie dello stesso sesso. La Civil Union è stata ufficialmente abrogata dalla legge che nel 2013 ha aperto il matrimonio alle coppie dello stesso sesso.

#### District of Columbia,Domestic Partnership
Le coppie non sposate, indipendentemente dal sesso dei componenti, possono accedere alla Domestic Partnership, un'unione registrata con conseguenze legali simili a quelle del matrimonio. La Domestic Partnership è stata istituita da una riforma approvata nel 1992 ma attuata dieci anni più tardi a causa dell'iniziale opposizione del Congresso statunitense, che dal 1992 al 2002 ha vietato ogni anno alle autorità di Washington di impiegare risorse federali o locali per la messa in atto della riforma o di eventuali riforme similari. Inizialmente tale unione registrata aveva limitate conseguenze legali, principalmente in ambito sanitario, ma col tempo è stata di gran lunga ampliata nei suoi effetti; i provvedimenti più noti che hanno ampliato gli effetti della Domestic Partnership sono stati approvati nel 2006, nel 2008 e nel 2009.

#### Hawaii,Reciprocal Beneficiary Relationship;Civil Union
Le coppie non sposate, indipendentemente dal sesso dei componenti, possono ufficializzarsi in quanto Reciprocal Beneficiary Relationship, ricevendo limitate tutele legali, e accedere alla Civil Union, un'unione registrata con conseguenze legali simili a quelle del matrimonio. La possibilità di costituire Reciprocal Beneficiary Relationship è tuttavia ristretta a chi è privo dei requisiti per poter contrarre matrimonio.

#### Illinois,Civil Union
Le coppie non sposate, indipendentemente dal sesso dei componenti, possono accedere alla Civil Union, un'unione registrata con conseguenze legali simili a quelle del matrimonio.

#### Maine,Domestic Partnership
Le coppie non sposate, indipendentemente dal sesso, possono ufficializzarsi tramite affidavit in quanto Domestic Partnership, ricevendo limitate tutele legali, e iscriversi al registro statale delle Domestic Partnership, ottenendo vantaggi ulteriori.

#### Maryland,Domestic Partnership
Le coppie non sposate, indipendentemente dal sesso, possono ufficializzarsi tramite affidavit come Domestic Partnership, ottenendo tutele in ambito sanitario e fiscale. Dal 2009, fino al 1º gennaio 2015, i partner dello stesso sesso degli impiegati statali possono essere considerati domestic partner ai fini di ulteriori tutele in ambito sanitario.

#### Nevada,Domestic Partnership
Le coppie non sposate, indipendentemente dal sesso dei componenti, possono accedere alla Domestic Partnership, un'unione registrata con conseguenze legali simili a quelle del matrimonio.

#### New Hampshire, abrogata
Dal 2008 al 2010 è stata in vigore una unione registrata con conseguenze legali simili a quelle del matrimonio, chiamata Civil Union; tale unione registrata, a differenza di altre unioni registrate in territorio statunitense, era accessibile soltanto da coppie dello stesso sesso. La Civil Union è stata ufficialmente abrogata a seguito dell'apertura del matrimonio alle coppie dello stesso sesso.

#### New Jersey,Domestic Partnership;Civil Union
Le coppie non sposate formate da persone con più di 62 anni, indipendentemente dal sesso dei componenti, possono accedere alla Domestic Partnership, ricevendo limitate tutele legali. Inoltre, le coppie non sposate dello stesso sesso possono accedere alla Civil Union, un'unione registrata con conseguenze legali simili a quelle del matrimonio approvata a fine 2006 con 56 voti favorevoli e 19 contrari alla Camera bassa e 23 voti favorevoli e 12 contrari al Senato.

#### Oregon,Domestic Partnership
Le coppie dello stesso sesso, sposate e non sposate, possono accedere alla Domestic Partnership, un'unione registrata con conseguenze legali simili a quelle del matrimonio.

#### Rhode Island,Domestic partner
I conviventi, indipendentemente dal loro sesso, possono qualificarsi come domestic partner tramite affidavit, ricevendo varie tutele legali. A tal fine hanno la facoltà di allegare all'affidavit un Domestic Partnership agreement. Dal 2011 al 2013 è stata in vigore una unione registrata con conseguenze legali simili a quelle del matrimonio, chiamata Civil Union; tale unione registrata, a differenza di altre unioni registrate in territorio statunitense, era accessibile soltanto da coppie dello stesso sesso. La Civil Union è stata ufficialmente abrogata dalle leggi che nel 2013 hanno aperto il matrimonio alle coppie dello stesso sesso.

#### Vermont,Reciprocal Beneficiaries Relationship
Le coppie non sposate formate da persone legate da parentela o adozione e prive dei requisiti per poter contrarre matrimonio, indipendentemente dal sesso dei componenti, possono ufficializzarsi in quanto Reciprocal Beneficiaries Relationship, ricevendo limitate tutele legali. Dal 2000 al 2009 è stata in vigore una unione registrata con conseguenze legali simili a quelle del matrimonio, chiamata Civil Union; tale unione registrata, a differenza di altre unioni registrate in territorio statunitense, era accessibile soltanto da coppie dello stesso sesso. La Civil Union è stata ufficialmente abrogata dalla legge che nel 2009 ha aperto il matrimonio alle coppie dello stesso sesso.

#### Washington,Domestic Partnership
Le coppie in cui almeno un componente ha compiuto 62 anni, indipendentemente dal sesso dei componenti, sposate e non sposate, possono accedere alla Domestic Partnership, un'unione registrata con conseguenze legali simili a quelle del matrimonio. Prima del 30 giugno 2014 la Domestic Partnership era accessibile anche da coppie dello stesso sesso in cui nessuno dei componenti aveva compiuto 62 anni; in quella data, il vincolo contratto da tali coppie è stato automaticamente convertito in matrimonio.

#### Wisconsin,Domestic Partnership
Le coppie non sposate, indipendentemente dal sesso dei componenti, possono ufficializzarsi in quanto "Domestic Partnership" ricevendo vari benefici assicurativi e pensionistici nell'ambito del pubblico impiego. Le coppie non sposate dello stesso sesso possono accedere anche a un'altra forma di Domestic Partnership, che conferisce tutele principalmente in materia di assistenza sanitaria e eredità.

### Uruguay
Il 17 aprile 2008 è stata celebrata la prima unione gay in Uruguay nell'aula di un tribunale di Montevideo.
Il Paese si è dotato, all'inizio del 2008, di una legge che consente alle coppie omosessuali o eterosessuali di contrarre un patto civile, dopo almeno cinque anni di convivenza, e offre ai conviventi diritti simili a quelli del matrimonio per la successione, la pensione e per la sicurezza sociale. L'Uruguay è stato il primo Paese del Sudamerica ad adottare un simile provvedimento legislativo.
La Camera dei Senatori del parlamento uruguaiano ha approvato la legge che legalizza concubinato, convivenza, unione libera o di fatto, includendo le persone dello stesso sesso. Trattandosi di un sistema bicamerale, l'iniziativa era stata anche approvata dai Deputati. Nel Senato l'iniziativa fu approvata in generale per 25 voti a favore, di un totale di 27. I voti contrari furono dei senatori dell'oppositore Partito Nazionale, o Bianco. Si tratta di un traguardo storico, visto che l'Uruguay è un paese tradizionalmente governato dalla destra, ma è l'attuale governo di sinistra che si sta occupando di tutelare i diritti delle coppie di fatto.
L'articolo 2º, quello che legittima le unioni tra persone dello stesso sesso, fu approvato per 16 voti su 28. Fu votato da tutti i senatori del Frente Amplio, filogovernativo, e dal senatore dell'oppositore Partito Colorado, l'ex presidente Julio María Sanguinetti.
I restanti deputati del Partito Colorado e del Partito Nazionale votarono contro. Il concubinato sarà riconosciuto dopo almeno cinque anni di convivenza. Le coppie che lo desiderino, potranno registrare la loro unione nel registro pubblico, benché ciò non sia obbligatorio. La legge prevede norme su sussistenza, previdenza sociale, beni del compagno/a e assistenza reciproca.
Nell'Uruguay, secondo dati esposti nella discussione parlamentare, il 64 percento delle coppie tra 20 e 24 anni convive; tale percentuale sale al 50% nel caso di coppie tra 25 e 29 anni.

### Messico
Nel novembre 2006, con 43 voti favorevoli, 17 contrari e 5 astenuti, l'Assemblea del distretto federale di Città del Messico ha approvato la "Ley de sociedades de convivencia" (Legge di società di convivenza) che estende e riconosce diritti e doveri alle unioni tra componenti di diverso genere e del medesimo sesso che si ispira ai Pacs francesi.

## Le unioni civili in Africa

### Sudafrica
Il 30 novembre 2004 la Corte Suprema d'Appello ha dato il via libera al matrimonio della coppia lesbica formata da Marie Fourie e Cecilia Bonthuys. Tale organo ha definito il matrimonio come "unione di due persone" e non per forza di sesso diverso. In seguito all'appello presentato dal governo - che rivendicava la priorità del Parlamento in questo tipo di decisioni - il 1º dicembre 2005 la Corte costituzionale del Sudafrica ha bocciato, con una sentenza, giudicandola incostituzionale la legislazione vigente sul matrimonio, appunto perché esclude le coppie dello stesso sesso. La Costituzione sudafricana, infatti, vieta espressamente la discriminazione fondata sull'orientamento sessuale. La Corte ha stabilito che la legge deve essere emendata sostituendo la parola "coniuge" dove si legge adesso "marito" o "moglie"; ma ha concesso una sospensiva di un anno.
Il 14 novembre 2006, infine, il Parlamento ha approvato (con 230 voti a favore, 41 contrari e tre astensioni) la legge sul matrimonio omosessuale rendendo il Sudafrica il primo Paese africano a legalizzare l'unione tra due persone dello stesso sesso. La legge è stata fortemente avversata da conservatori, tradizionalisti, dalla Chiesa cattolica e da altre organizzazioni religiose e afferma che il matrimonio è una "unione volontaria tra due persone, solennizzata e registrata o da un matrimonio, ovvero da un'unione civile". Con la firma della vicepresidente del Sudafrica Phumzile Mlambo-Ngcuka del 30 novembre 2006 la legge è entrata in vigore.

## Le unioni civili in Asia

### Israele
La magistratura ha riconosciuto come matrimoni di fatto anche le coppie conviventi omosessuali, sposate all'estero, con varie conseguenze in tasse e diritto ereditario. Va però ricordato che in Israele esistono solo i matrimoni religiosi e non esiste quindi la possibilità di scegliere tra matrimonio civile (per esempio fra persone di religione diversa) e religioso.
La città di Tel Aviv, tuttavia, godendo di una particolare autonomia in materia legislativa, il 5 agosto 2003 ha riconosciuto le unioni civili mediante la semplice esibizione del certificato di residenza e di una dichiarazione notarile.
La Corte Suprema di Israele prenderà in considerazione la legalizzazione del matrimonio gay, dopo che una associazione LGBTI aveva presentato il 1º novembre 2015 una richiesta in tal senso. La Task Force nazionale LGBT di Israele si è subito rallegrata della decisione: secondo la legge israeliana il giudice della Corte Suprema poteva infatti rigettare subito la richiesta e ciò, sottolineano, è un elemento incoraggiante.

### Taiwan
Al momento Taiwan non ha alcuna forma di unione civile. Una legge che riconoscesse il matrimonio anche alle coppie omosessuali è stata proposta dal governo di Taiwan, ma ha incontrato l'opposizione di alcuni componenti del governo ed è ferma da allora. Nonostante ciò, il 24 maggio 2017 la Corte Costituzionale taiwanese ha pubblicato una sentenza che dichiara illegale il passo della costituzione in cui si dichiara che è matrimonio l'unione tra uomo e donna. Pertanto, il governo taiwanese dovrà, entro due anni, modificare la costituzione e de facto validare il matrimonio tra persone dello stesso sesso, in modo che la legge bloccata non sia più di impedimento alcuno.

## Le unioni civili in Oceania

### Australia
L'Australia Occidentale riconosce alle coppie di fatto anche omosessuali svariati diritti e l'accesso a adozione di bambini e procreazione medicalmente assistita; la Tasmania permette alle coppie di fatto anche omosessuali di registrarsi e ottenere alcuni diritti e la possibilità di adottare il figlio del partner; l'Australian Capital Territory, territorio della capitale Canberra, permette alle coppie di fatto anche omosessuali di adottare bambini e sta dibattendo il riconoscimento delle registrazioni civili; nel Nuovo Galles del Sud la Città di Sydney offre la possibilità alle coppie di fatto anche omosessuali di registrarsi, con cerimonia se le parti lo desiderano, e ottenere alcuni diritti. A livello federale, le coppie di fatto anche omosessuali sono riconosciute nelle forze armate e nei fondi pensionistici; il matrimonio è esplicitamente limitato alle coppie eterosessuali dal 2004.

### Nuova Zelanda
Le coppie di fatto sono state riconosciute il 9 dicembre 2004 con l'emanazione del Civil Union Bill valido sia per coppie omosessuali sia eterosessuali. In tale occasione è stata anche respinta la richiesta dei conservatori di indire un referendum popolare.